# 翁錫祺
翁錫祺，浙江省金華府金華縣人，清朝政治人物。同進士出身。
光緒二年（1876年），參加丙子恩科會試，得貢士第241名。殿試登進士3甲第125名。光緒三年五月，經吏部掣簽，授即用知縣。